# معالجة بالهواء المكيف الضغط
معالجة بالهواء المكيف الضغط أو معالجة أمراض الرئة (بالإنجليزية: Pneumotherapy)‏ هو الاستخدام الطبي لغازات مضغوطة أو مخلخلة. كانت هذه الطريقة تستخدم لعلاج استرواح الصدر، وربما ما زالت تستخدم في علاج انخماص الرئة.